# Isla San Pedro (ö i Chile, Región de Los Lagos)
Isla San Pedro är en ö i Chile.   Den ligger i regionen Región de Los Lagos, i den södra delen av landet, 1 100 km söder om huvudstaden Santiago de Chile. Arean är 66 kvadratkilometer.
Terrängen på Isla San Pedro är lite kuperad. Öns högsta punkt är 567 meter över havet. Den sträcker sig 9,4 kilometer i nord-sydlig riktning, och 11,8 kilometer i öst-västlig riktning.